# بخش ساوتینگتون (شهرستان ترامپول، اوهایو)
بخش ساوتینگتون (به انگلیسی: Southington Township) یک منطقهٔ مسکونی در ایالات متحده آمریکا است که در شهرستان ترامبل، اوهایو واقع شده‌است.
 بخش ساوتینگتون ۶۷٫۳ کیلومتر مربع مساحت و ۳٬۸۱۷ نفر جمعیت دارد و ۲۷۷ متر بالاتر از سطح دریا واقع شده‌است.